# Kosi (zona)

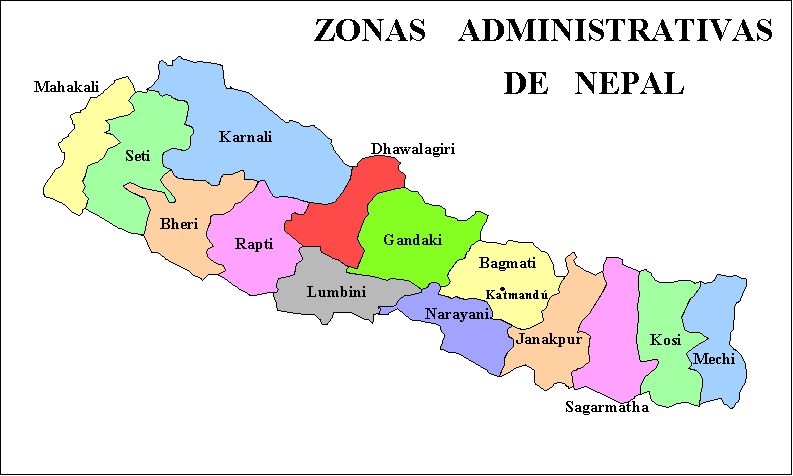
Mapa polític de Nepal.

Kosi (Nepalès: कोशी) és una de les catorze zones de la República Federal Democràtica de Nepal. La ciutat capital de la zona de Kosi és Dharan i la seva ciutat més gran és Biratnagar. Els rius principals són Arun, Tamar i Sapta Kosi.

## Població
Posseeix 2.110.664 pobladors i una superfície de 9.669 quilòmetres quadrats. El que ens deixa una densitat de 218,3 habitants per cada quilòmetre quadrat.

## Districtes

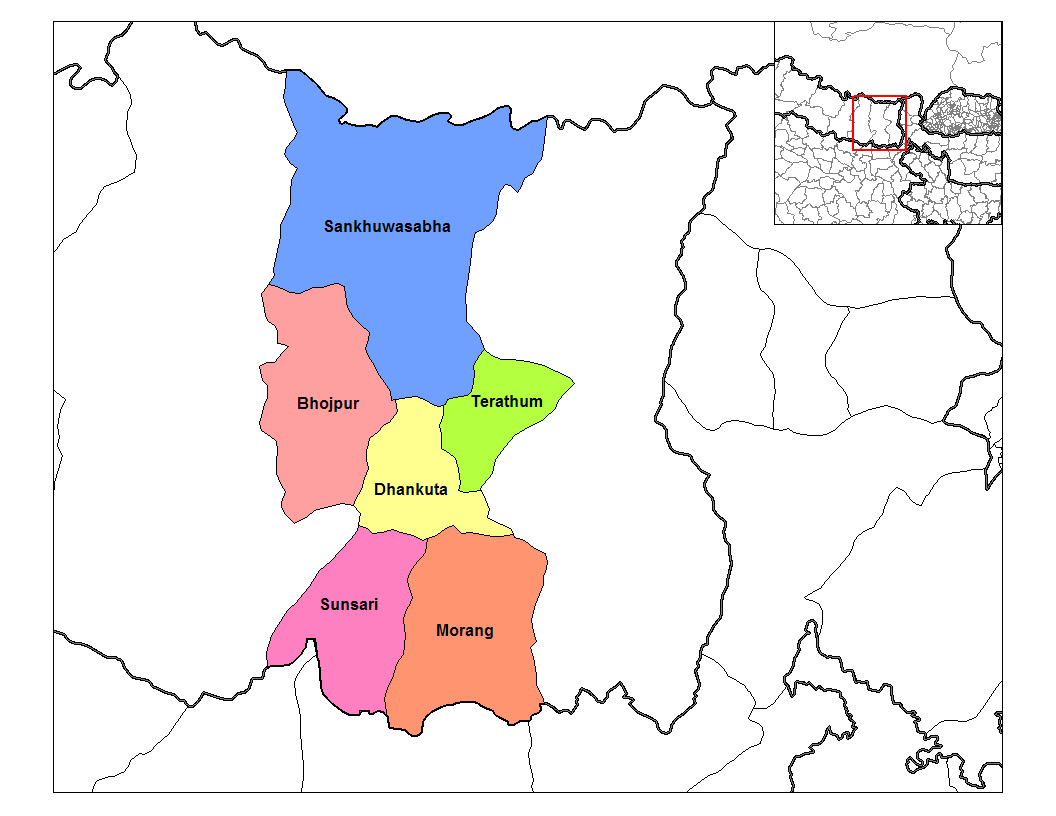
Districtes de Kosi

Kosi està dividit en sis districtes: 
- Districte de Bhojpur
- Districte de Dhankuta
- Districte de Morang
- Districte de Sankhuwasabha
- Districte de Sunsari
- Districte de Terhathum